# Kung Fu Records
Kung Fu Records és una discogràfica independent americana fundada pel baixista i el guitarrista de The Vandals Joe Escalante i Warren Fitzgerald. Kung Fu Records està especialitzada en musica Punk rock i consta també d'altres divisions com Kung Fu Films.

## Grups
- Alkaline Trio
- Antifreeze
- Apocalypse Hoboken
- Assorted Jellybeans
- The Ataris
- Audio Karate
- Bigwig
- Blink-182
- The God Awfuls
- Josh Freese
- Mi6
- MxPx
- Ozma
- Tsunami Bomb
- Underminded
- Useless ID
- The Vandals
- Versus The World